# Anna Somko
Anna (ou Hanna) Somko (en ukrainien : Ганна Сомко), née vers 1608 et décédée en 1647 était une femme politique.
Elle était la fille de bourgeois née à Pereyaslav, sœur de Iakym Somko, hetman cosaque et l'épouse d'Bogdan Khmelnitski.
Enfants : 
- Iouri Khmelnytsky
- Tymofiy Khmelnytsky , militaire mort au combat
- Elena Khmelnytsky
- Catherine Bogdanovna Khmelnytsky, elle épouse le colonel bikh Danylo Vyhovskyi.